# Motorola Cycling Team
La Motorola, nota in precedenza come 7-Eleven, è stata una squadra maschile statunitense di ciclismo su strada, attiva nel professionismo dal 1985 al 1996.

## Storia
Fondata nel 1981 da Jim Ochowicz come team dilettantistico, fu la prima squadra nordamericana a partecipare con regolarità alla grandi corse europee. Sponsorizzata prima da 7-Eleven (dal 1981 al 1990) e poi da Motorola (dal 1991 al 1996), ottenne i principali successi con Davis Phinney, Andrew Hampsten, vincitore di numerose gare tra cui il Giro d'Italia 1988, e poi con il giovane Lance Armstrong.
Si sciolse nel 1996, esattamente un anno dopo il decesso di uno dei suoi membri dell'epoca, Fabio Casartelli. Nel 1997 la 7-Eleven è stata introdotta nella United States Bicycling Hall of Fame, prima e unica squadra finora ad ottenere questo riconoscimento.

## Cronistoria

### Annuario
| Anno | Codice | Nome                                                                    | Cat. | Biciclette  | Dirigenza                                                                                  |
| ---- | ------ | ----------------------------------------------------------------------- | ---- | ----------- | ------------------------------------------------------------------------------------------ |
| 1985 | -      | 7-Eleven                                                                | -    | Murray      | Dir. sportivi: Jim Ochowicz, Mike Neel                                                     |
| 1986 | -      | 7-Eleven                                                                | -    | Murray      | Dir. sportivi: Jim Ochowicz, Mike Neel                                                     |
| 1987 | -      | 7-Eleven                                                                | -    | Huffy       | Dir. sportivi: Jim Ochowicz, Mike Neel                                                     |
| 1988 | -      | 7-Eleven                                                                | -    | Huffy       | Dir. sportivi: Jim Ochowicz, Mike Neel, Eric Heiden                                        |
| 1989 | -      | 7-Eleven-Wamasch (fino a giugno) 7-Eleven-American Airlines (da giugno) | -    | Eddy Merckx | Dir. sportivi: Jim Ochowicz, Mike Neel, Eric Heiden, Noël Dejonckheere, Ronald Hayman      |
| 1990 | -      | 7-Eleven-Hoonved                                                        | -    | Eddy Merckx | Dir. sportivi: Jim Ochowicz, Mike Neel, Noël Dejonckheere, Richard Dejonckheere            |
| 1991 | MOT    | Motorola                                                                | -    | Eddy Merckx | Dir. sportivi: Jim Ochowicz, Noël Dejonckheere, Eric Heiden                                |
| 1992 | MOT    | Motorola                                                                | -    | Eddy Merckx | Dir. sportivi: Jim Ochowicz, Noël Dejonckheere, Eric Heiden, Hennie Kuiper, Thomas Schuler |
| 1993 | MOT    | Motorola                                                                | -    | Eddy Merckx | Dir. sportivi: Jim Ochowicz, Noël Dejonckheere, Hennie Kuiper, Thomas Schuler              |
| 1994 | MOT    | Motorola                                                                | -    | Eddy Merckx | Dir. sportivi: Jim Ochowicz, Noël Dejonckheere, Hennie Kuiper, Richard Dejonckheere        |
| 1995 | MOT    | Motorola                                                                | -    | Caloi       | Manager: Jim Ochowicz Dir. sportivi: Noël Dejonckheere, Hennie Kuiper                      |
| 1996 | MOT    | Motorola                                                                | -    | Caloi       | Manager: Hennie Kuiper Dir. sportivi: Noël Dejonckheere, Johnny Weltz                      |

### Classifiche UCI
| Anno | Classifica | Pos. | Migliore cl. individuale |
| ---- | ---------- | ---- | ------------------------ |
| 1995 | -          | 14º  | Lance Armstrong (15º)    |
| 1996 | -          | 10º  | Lance Armstrong (9º)     |

## Palmarès

### Grandi Giri
- Giro d'Italia

Partecipazioni: 7 (1985, 1988, 1989, 1990, 1992, 1993, 1994)
Vittorie di tappa: 5
1985: 2 (Kiefel, Hampsten)
1988: 2 (2 Hampsten)
1992: 1 (Sciandri)
Vittorie finali: 1
1988 (Andrew Hampsten)
Altre classifiche: 1
1988: Scalatori (Hampsten)
- Tour de France

Partecipazioni: 11 (1986, 1987, 1988, 1989, 1990, 1991, 1992, 1993, 1994, 1995, 1996)
Vittorie di tappa: 8
1986: 1 (Phinney)
1987: 3 (Phinney, Lauritzen, Pierce)
1991: 1 (Anderson)
1992: 1 (Hampsten)
1993: 1 (Armstrong)
1995: 1 (Armstrong)
Vittorie finali: 0
Altre classifiche: 1
1987: Giovani (Raúl Alcalá)
- Vuelta a España

Partecipazioni: 2 (1995, 1996)
Vittorie di tappa: 0
Vittorie finali: 0
Altre classifiche: 0

### Campionati nazionali
Strada
- Campionati statunitensi: 3

In linea: 1985 (Eric Heiden); 1987 (Tom Schuler); 1988 (Ron Kiefel); 1993 (Lance Armstrong)
- Campionati norvegesi: 1

Cronometro: 1990 (Dag Otto Lauritzen)
- Campionati britannici: 2

In linea: 1992 (Sean Yates); 1994 (Brian Smith)